# Аккадська література
Аккадська література (вавилонська, ассирійська, ассиро-вавилонська, вавилоно-ассирійська) – це стародавня література, написана аккадською мовою (ассирійським та вавилонським діалектами) у Месопотамії (Ассирія і Вавилонія) у період від середньої бронзової доби до залізної доби (орієнтовно від 23 до 6 століття до н. е.).
Аккадська література виходить з шумерської літературної традиції і також складається передовсім із міфологічних оповідей, культової поезії, історичних і правових текстів, наукових праць, листів та інших традиційних для того часу форм.
Збереглося близько півтори тисячі аккадських текстів, половина з яких у фрагментарному вигляді. Найбільш поширеними (за кількістю текстів, які збереглися) були: провіщення, лексичні списки, ритуальні заклинання, лікувальні замовляння, історичний та міфологічний епос, байки та приказки.

## Мова

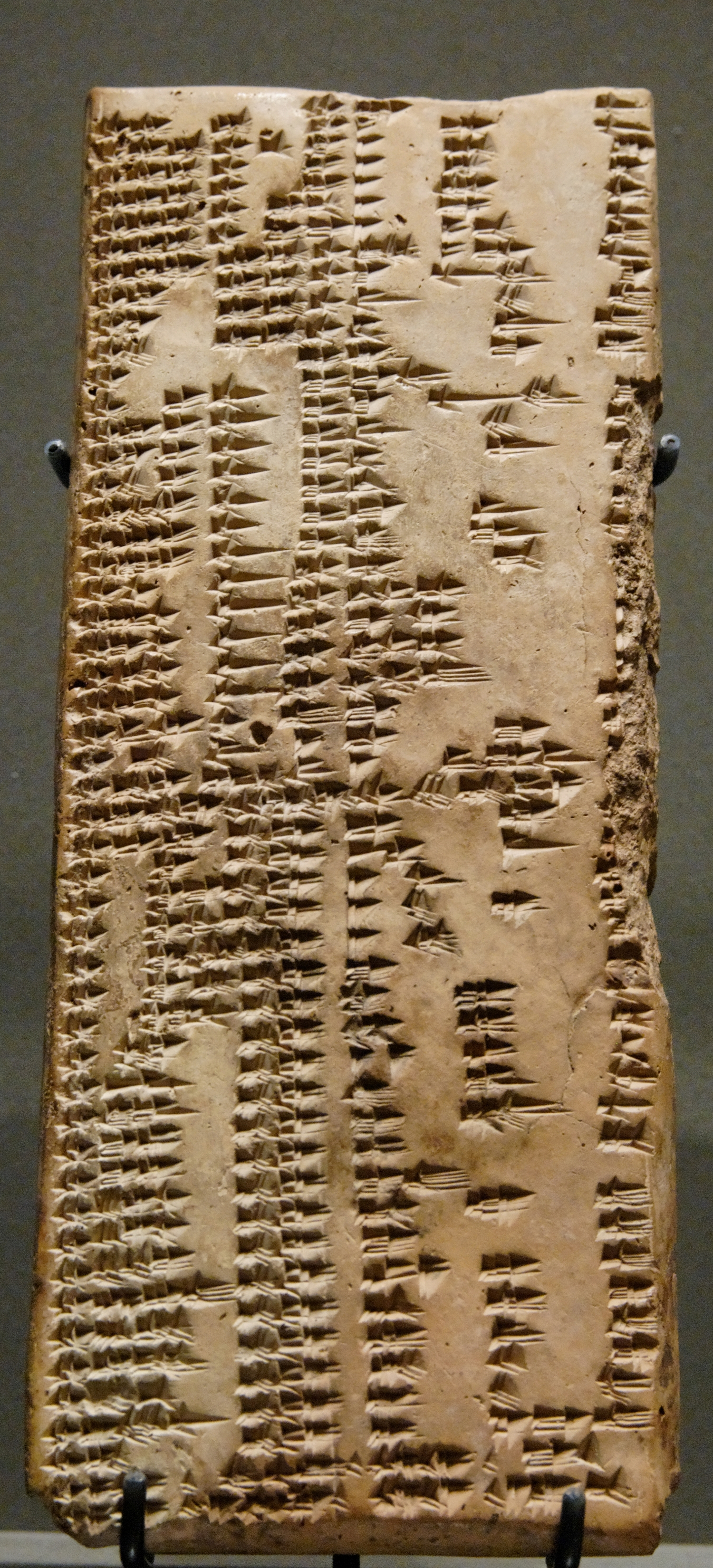
Шумерсько-аккадський словник

Аккадська мова належить до семітських мов, тоді як шумерська вважається повністю ізольованою, оскільки через давність неможливо переконливо встановити її належність до жодної з відомих мовних родин.
Існувало два діалекти аккадської – вавилонський (у Вавилонії) та ассирійській (в Ассирії). До аккадської літератури часто зараховують і пізню месопотамську літературу арамейською мовою, яка теж була семітською.

## Ситуація вивчення
Аккадська література дає багатий матеріал для дослідження еволюції стародавніх літератур, однак є багато складнощів у її вивченні. Текстів збереглося дуже багато, але більшість із них у фрагментарному вигляді. Немає єдиного реєстру чи бази даних аккадських текстів (як ETCSL для шумерської літератури), а критичні видання здійснюються різними науковими центрами і видавництвами, без якихось головних серій. Відповідно, досить ускладнена систематизація і відсутні масштабні дослідження історії аккадської літератури, які б враховували увесь наявний корпус текстів.
Тим не менше, існує низка статей і книг, які дають загальний огляд цієї літератури: монографія С. Фіоре (1965), стаття В. Афанасьєвої (1982), збірники за редакцією Дж. Сассона (1984), І. Цві Абуш (1990), В. Галло (2009) та інші.

## Релігія
Власне семітські культи у Межиріччі не були знайдені, тож всі аккадські боги були або шумерського походження, або здавна ототожнювалися з шумерськими. Однак це не значить, що семіти беззаперечно прийняли шумерські вірування. Могло просто відбутися злиття пантеонів, адже семітські народи називали своїх богів звичайними словами. Так, ім’я Бел (західносемітський Ваал), яким називали Енліля, а пізніше і Мардука, означає «пан», а ім’я «Іштар» означає просто «богиня», і воно часто вживалося стосовно інших богинь, не тільки Інанни.

## Історичний розвиток

Аккадська імперія у 2250 до н.е.

Найдавніші пам’ятки на аккадській мові датуються серединою 3 тисячоліття до н.е. – це були ділові документи.
Аккадська література як така виникла під час правління аккадської династії близько 2330-2200 до н.е. І хоча Аккадська імперія швидко втратила могутність і стала умовною і крихкою, однак мова нових правителів успішно поширилася. Аккадська література виникла у придворних та храмових колах нової династії.
Утім, від цього найдавнішого періоду майже нічого не збереглося. Після падіння Аккадської імперії й особливо під час Третьої династії Ура (бл. 2100-2000 до н.е.) шумерська література не лише переживала відродження, а й сягнула піку свого розвитку. Аккадська ж перебувала у тіні.
Лише після нової хвилі семітського впливу (вторгнення амореїв), та після створення міцної політичної структури амореєм Хаммурапі у Вавилоні (бл. 1792-1750 до н.е.), семіти отримали другу нагоду створити власну літературу. Незабаром шумерська зникла як жива мова й у Месопотамії продовжували звучати лише семітські діалекти. Аккадська література розвивалася дуже швидко, тоді як шумерська звелася, імовірно, до рівня «шкільної латини» у європейському середньовіччі.
Витіснення шумерської літератури відбувалося плавно, і мова не йшла про радикальну заміну її аккадською, оскільки семітське населення здавна було важливою складовою Месопотапії і злиття обох народів відбувалося поступово.
Таким чином, повноцінно аккадська література почала розвиватися лише у старовавилонський період, близько XVII століття до н.е. Після цього її розвиток уже не переривався, однак після 1500-тих до Р.Х. вона розділилася за двома ворогуючими царствами – Ассирією на півночі та Вавилонією на півдні.
У середині першого тисячоліття до н.е. аккадська мова, у свою чергу, була витіснена у вжитку арамейською. Звідтоді аккадська, як колись шумерська, стала мовою вчених та освічених людей, які вже не володіли нею достатньо, аби створювати оригінальну літературу. Вони лише переписували і коментували стародавні тексти.

## Особливості аккадської літератури

### Аккадська і шумерська

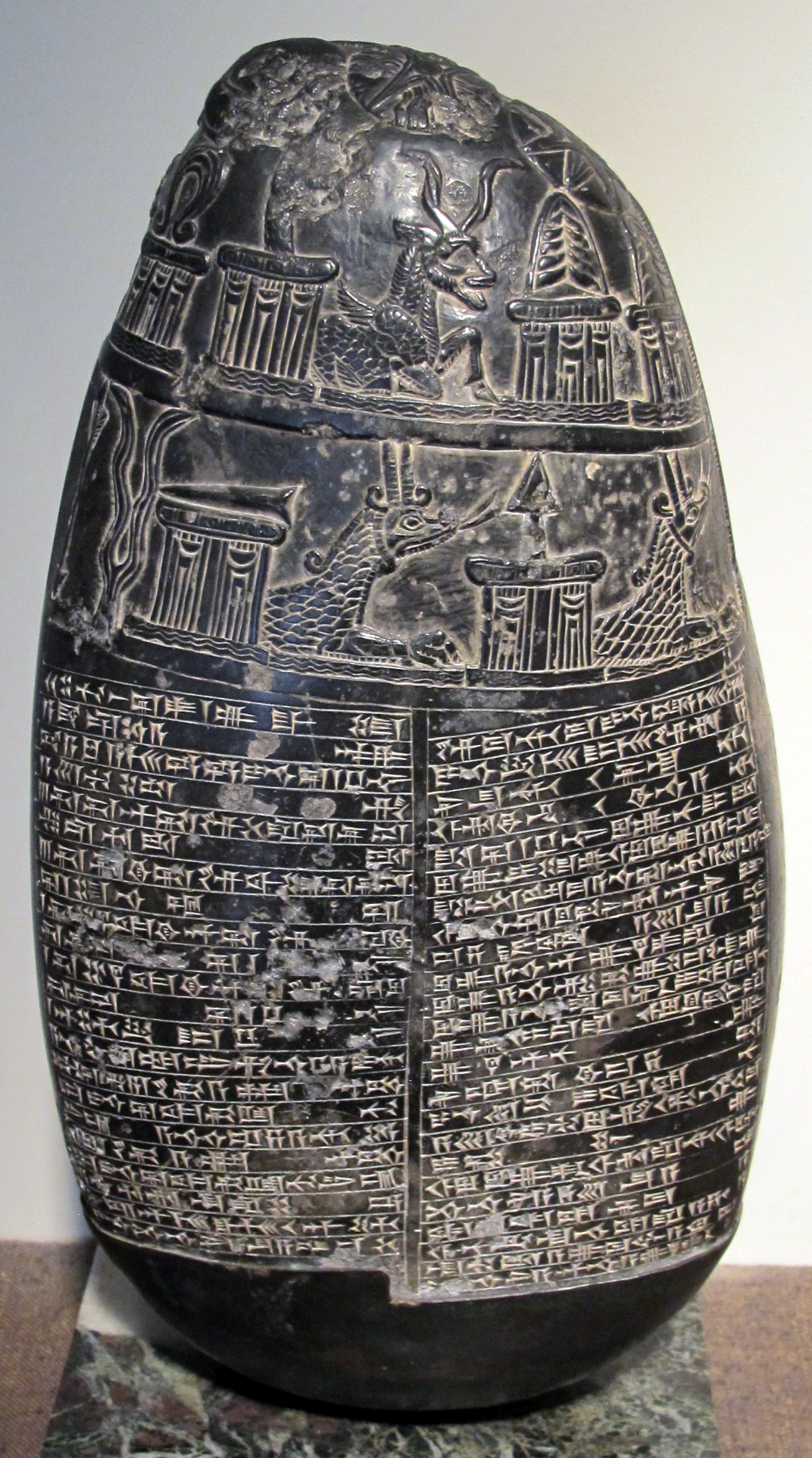
Стела з аккадським написом, 11 ст. до н.е.

Головною особливістю аккадської літератури є її складний і тісний зв’язок із шумерською. Непросто визначити, які явища були запозичені з шумерської, а що було оригінальним. Загалом же аккадська література є своєрідним продовженням розвитку шумерської.
Література аккадців усе ще була тісно пов’язана з усною творчістю, але меншою мірою, ніж шумерська.
Сюжети обох літератур дуже схожі, однак часто вавилонські твори на ту ж тему значно коротші, ніж аналогічні шумерські, а сказано у них ніби значно більше, й емоційно вони створюють значно сильніше враження.
Аккадці уважніше ставилися до композиції художніх творів, яка у них більш гармонійна і досконала. Композиція свідомо підпорядковувалася темі та ідеї твору, чого не було у шумерів. Образи були більш індивідуалізованими, для характеристики персонажів вживалося більше тропів.
З розвитком релігійних та етичних доктрин кожен аккадський твір набув певного ідеологічного забарвлення. Так, у епосі про Гільгамеша лейтмотивом стає гірка думка: безсмертя належить богам і людям не досягнути його. Одночасно з офіційною жрецькою ідеологією покірності богам і правителям, виникають і бунтарські або песимістичні погляди. При цьому оригінальним є те, що аккадці визнавали право на існування цих обох світоглядів і нерідко вводили їх в один твір.
Таким чином, якщо шумерська література відобразила у першу чергу становлення літератури, процес пристосування традиційних усних форм до письма, то аккадська література закріпила цей процес і пішла далі. Вона стала більш вільно ставити і вирішувати складні задачі у сфері ідеології та у сфері вдосконалення літературної форми.

### Канон і авторство
У вавилонських писарів, як і у шумерських, імовірно існував канонічний список творів, однак він склався відносно пізно, у 15-13 столітті до н.е. (Каситський період). Таке пізнє формування пояснюється тим, що тривалий час і релігійне життя, і школа, опиралися на шумерську мову, і лише у цей період вони переходять на аккадську, хоча частина богослужбових текстів все одно продовжується писатися шумерською.
Збереглася низка подібних каталогів. Від шумерських їх відрізняє те, що у деяких списках починають вказуватися автори, хоч часто і легендарні чи фантастичні.
В аккадській літературі загалом авторство відіграє значно важливішу роль, ніж у шумерській. У багатьох текстах вказується ім’я автора, а іноді навіть і родове ім’я (аналог прізвища), нерідко вказується ким автор був, яка його професія і звідки він родом. «Епос про Гільгамеша», наприклад, приписується урукському заклинателю Сін-леке-унінні. Часто авторство приписувалося предкам представників тієї чи іншої писарської школи, до якої належав справжній автор тексту, але іноді автор вказувався вірно.

## Становище у суспільстві

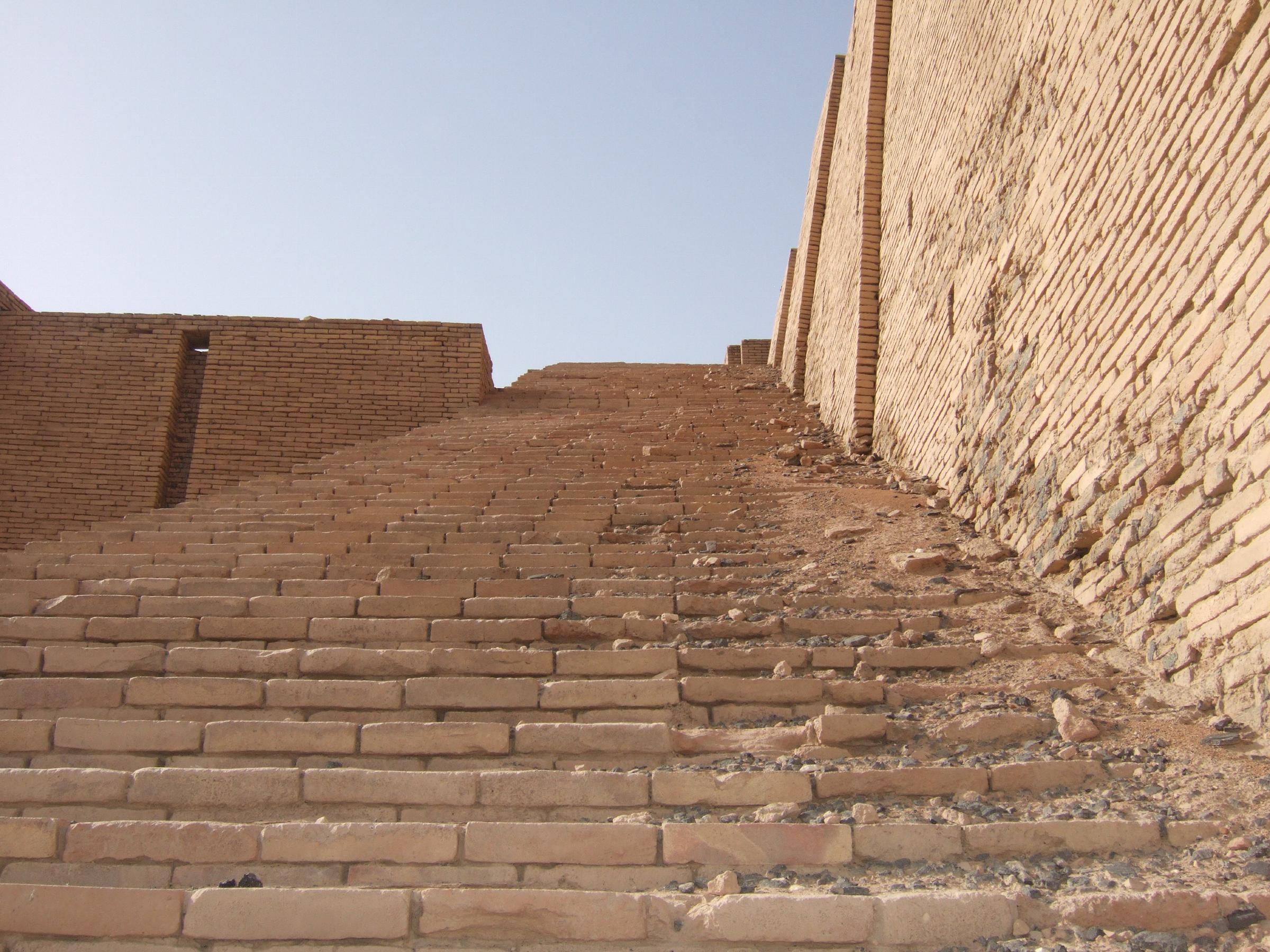
Реконструкція Вавилону

Більшість аккадських текстів, які збереглися, були записані клинописом за допомогою металевого стилосу на глиняних табличках. Вважається, що використовувався і папірус, однак ці пам’ятки не збереглися.
У більшості міст та у храмах існували бібліотеки, де зберігалися тексти, що свідчить про відносну поширеність літератури у тогочасному суспільстві. Жінки вчилися писати і читати так само, як і чоловіки. У семітський період навчання включало вивчення мертвої на той час шумерської мови, а також непросту і численну складову абетку. Існувало багато граматик та словників, як перекладних, так і тлумачних. Усі численні клинописні знаки, які позначали склади, були класифіковані та отримали назви, їхні списки теж збереглися.
У Вавилоні освіта була доступна широким верствам, однак в Ассирії вона обмежувалася лише вищим класом. Під час другого ассирійського царства, коли Ніневія стала центром торгівлі, до поширених мов додалася арамейська (мова комерції та дипломатії) – її стали вивчати в ассирійських школах.
Розвинені вавилонські системи письма і науки спричинили значний вплив на літературну творчість.

### Вавилонська та ассирійська
Хоча значна частина клинописних літературних текстів потрапила до нас саме з ассирійських палаців (зокрема, із бібліотеки Ашурбаніпала, VII століття до н.е.), однак майже усі аккадські пам’ятки, що збереглися, належать вавилонській літературі, створені вавилонськими авторами і, за дуже невеликими виключеннями, написані на вавилонському діалекті аккадської.
Ассирійська література як така нам майже не відома, якщо не рахувати кількох гімнів Асархаддона та Ашурбаніпала. Єдиними по-справжньому самобутніми пам’ятками клинописної ассирійської літератури є царські написи, та й вони, за виключенням анналів царів 9 століття до н.е., написані на вавилонському літературному діалекті, лише з деякими місцевими ассирійськими особливостями.

### Зв’язки з іншими давніми літературами
Під час династії Селевкідів виникли зв’язки між вавилонською та грецькою культурами, збереглися таблички з шумерськими та ассирійськими словами у транскрипції грецькими літерами.
Існували також контакти з давньоєгипетською культурою.

### Оригінальна, похідна і перекладна література
Переклади аккадської літератури на шумерську мову траплялися рідко і лише у пізній період. За приклад можна назвати «Поему про повернення Мардука у Вавилон» (бл. 1100) або «Пролог» до «Астрологічного трактату». Тож за походженням аккадську літературу можна розділити на три частини: аккадська література, що активно розвивала шумерські прототипи; аккадська література, яка продовжувала неактуальні шумерські прототипи і поступово зникла; оригінальна аккадська література.

## Проза і поезія, стиль
Поезія використовувалася для таких жанрів як міфи, епос, гімни та пісні, як релігійні, так і народні. Частина вченої літератури теж писалася віршовано. Проза використовувалася в історичних оповідях, наукових працях, технологічних трактатах.
Мова поезії була окремим діалектом, дуже архаїчним і штучним, який використовував своєрідну граматику і особливу лексику, і вочевидь ніколи не звучав у живій мові. Мова прози була ближчою до розмовної мови, вона часто відбивала характерні фразеологізми свого часу.
Поезія будувалася за алітераційним принципом та за наголосами, хоч зрідка траплялося і римування. У ранній поезії повторювалися складні принципи шумерської поезії (паралелізми, повтори, епітети-формули), однак згодом їхня роль зменшилася.
Загалом же відсутність лінгвістичної спадкоємності ускладнює сучасне сприйняття аккадської поезії, оскільки її вишуканість і краса лишається недоступною для нас, а образи і метафори здаються холодними і чужими.

### Віршування
Утім, у порівнянні з шумерським, принципи аккадського віршування більш ясні і зрозумілі, бо можна встановити його зв’язок із живими семітськими мовами. Аккадські пам’ятки написані тонічним віршем, де головну роль грає порядок наголошених складів. Оскільки вірші наспівувалися, то основою віршування був музичний такт. Аккадська стопа є одним тактом із наголосом у будь-якому місці і з будь-якою кількістю ненаголошених складів, але не більше чотирьох. Звичайний епічний розмір – чотири такти з паузою після другого такту. Певна неорганізованість вірша виправлялася обов’язковими жіночими закінченнями. Для старовавилонських текстів характерний запис, де рядок відповідає віршу, а цезура між піввіршами позначається пробілом (хоча цього не завжди послідовно дотримувалися). Траплялися також п’яти- і шестистопні вірші.
Наголос в аккадському вірші логічний. Тому означення з означуваним, дієслово з коротким допоміжним словом могли мати спільний наголос. Наголос падає на другий склад від кінця слова, якщо він закритий або має довгий голосний, а якщо ні, то на третій склад з кінця. Пряма мова вводилася формулами, які не входили у розмір вірша і підпорядковувалися власному ритму.

## Літературні жанри

### Епос і міфологія

#### Космогонічні та етіологічні міфи

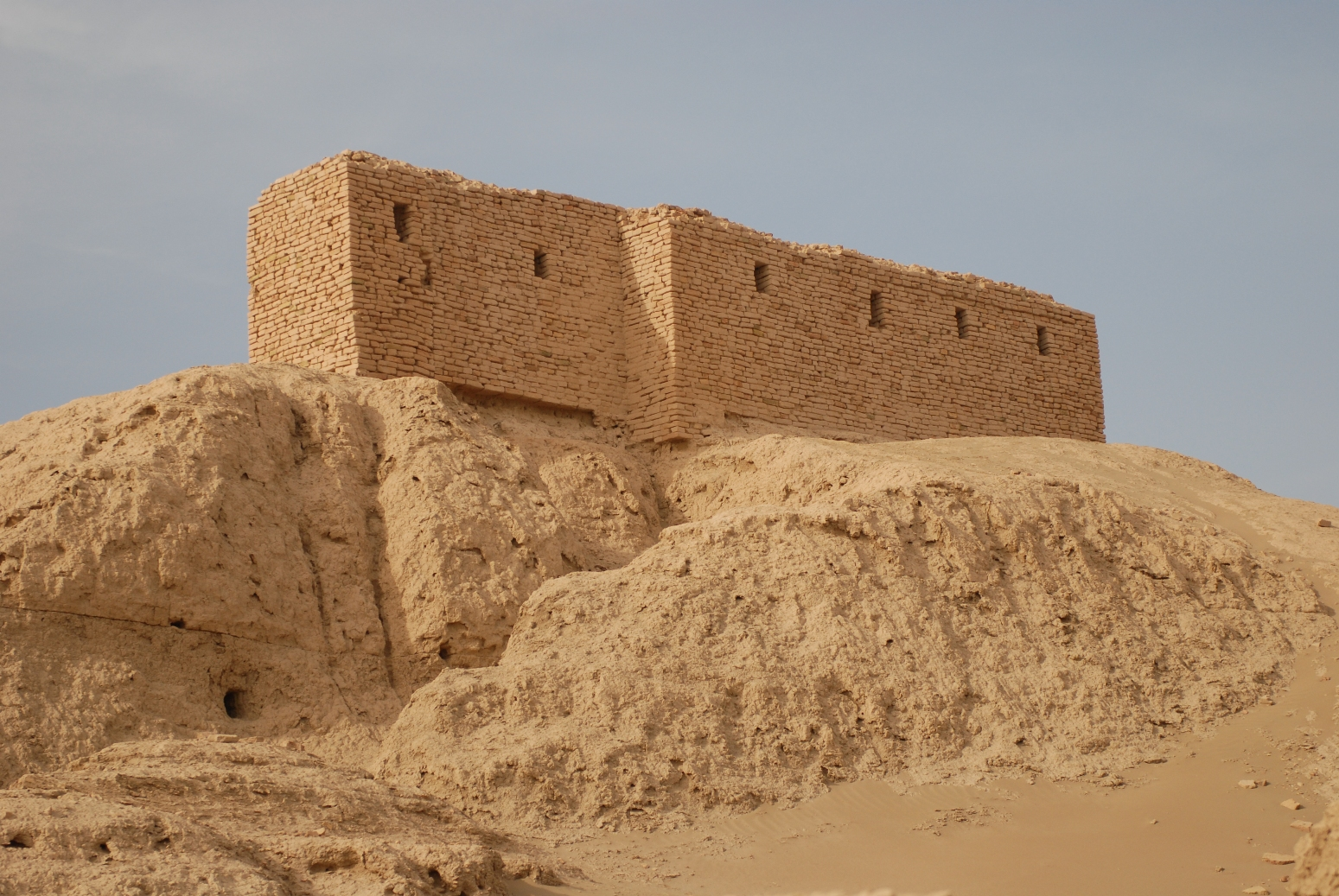
Руїни храму в Ніппурі

У шумерів не збереглося повноцінних космогонічних творів, а от в аккадській літературі одне з ключових місць займає міф про творіння, «Енума Еліш» (Enûma Eliš, «Коли вгорі», «Поема про створення світу»). Це другий за величиною текст (після епосу про Гільгамеша), що складається з семи клинописних таблиць по 125-165 рядків кожна. Поема написана архаїзованою мовою, суворо витримана за розміром, а початок її нагадує шумерські заставки-прологи про перші діяння богів.
Завданням цього міфу було звеличення Вавилону через оспівування раніше практично невідомого бога Мардука, покровителя міста. Це дозволяє визначити час створення пам’ятки – не раніше XVIII століття до н.е.
У першій частині оповідується про створення світу із первісної безодні та про народження богів зі світла. Потім зображується битва між богами світла та богами темряви, яка завершується перемогою Мардука, котрий розколює Тіамат, дракона хаосу, на частини та створює із половини її тіла небо, а з іншої половини – землю. Мардук також розміщує зірки та сонце у певному порядку і дає їм закони руху, які вони ніколи не порушують. Після цього створюються рослини і тварини, і, зрештою, людина. Мардук тут займає місце Еа, який виступав творцем у більш давніх легендах.
«Енума еліш» і за мовою, і за стилем, і за призначенням є яскравим і характерним прикладом культового храмового епосу. Вона була частиною новорічного богослужіння. Цікаво, що таку ж роль цей епос грав у Ассирії, але там вже наприкінці 2 тисячоліття до н.е. Мардука замінив бог Ашшур, центральне божество ассирійського пантеону.
Міфи про створення світу і людини у вавилонській літературі супроводжуються оповідями про людські страждання, загибель людей чи навіть руйнування Всесвіту. Як і в шумерській літературі, тут підкреслюється, що причина нещасть – це злість божеств, їхнє бажання знищити людей повністю чи частково. Нещастя ці сприймаються не як покарання за людські гріхи, а як злий каприз якогось бога чи групи богів.
Серед подібних творів дуже характерне пізнє сказання про бога чуми і руйнації Ерру, «Поема про Ерру» (бл. XI століття до н.е.). Спочатку оповідується, як до верховного божества Мардука приходить бог Ерра і говорить, що храм та прикраси застаріли, тож їх слід оновити. Мардук заперечує, адже для цього йому доведеться спускатися у безодню Апсу, а це може призвести до лиха – минулого разу це викликало потоп. Ерра, мета якого – знищити людство, пропонує себе на заміну, поки Мардука не буде. Мардук погоджується і коли він відходить, то на країну падають усілякі лиха (війни, руйнування, розлад). Зрештою, богам вдається пом’якшити гнів Ерри – він наситився виглядом нещасть і руйнацій иа обіцяє знову відродити Вавилонію.
Створення цієї поеми, імовірно, було викликано нещастями, які впали на Вавилонію наприкінці 2 тисячоліття до н.е., зокрема нашестям арамейських племен. Поема цікава також тим, що проливає світло на теологію вавилонян, зокрема на уявлення про певну фізичну і духовну рівновагу світу, яка залежить від присутності на своєму місці верховного бога. Цікава також композиція епосу: хоча він багатий на події, однак прямого зображення дії у ньому майже немає, він весь складається з діалогів між богами та з опосередкованих оповідей про те, що сталося. Автором епосу називається «Кабту-ілані-Мардук, син Дабібу».
Інше сказання про загибель людей і світу, міф про потоп, в основу якого лягла шумерська легенда про Зіусудру, дійшов до нас у двох варіантах: у вигляді самостійного міфа про Атрахасіса та як оповідь про потоп, вставлена в 11 таблицю епосу про Гільгамеша.

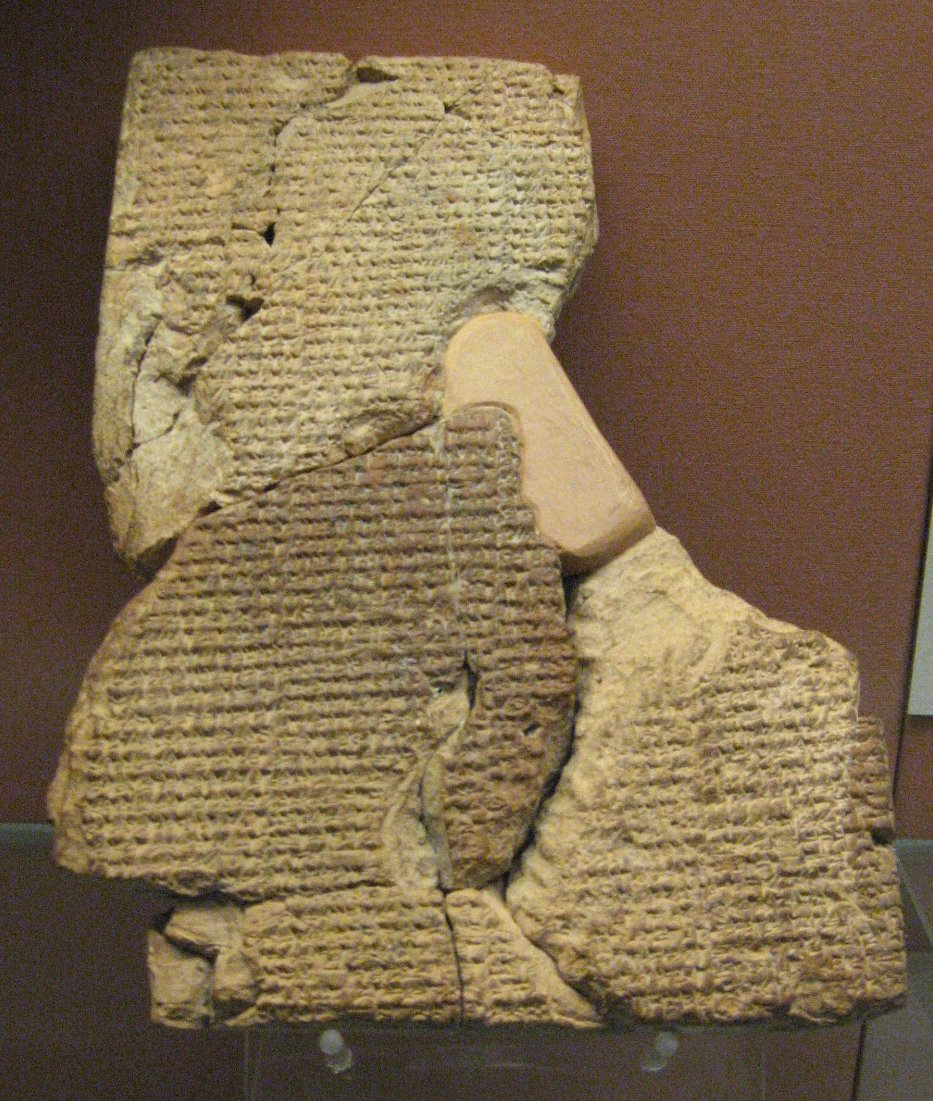
Атрахасіс

«Атрахасіс» («Міф про Атрахасіса») вперше зберігся у двох версіях – старовавилонського та новоассирійського часу, причому більш повною є старовавилонська версія, яка складається з трьох таблиць.
Перша таблиця присвячена створенню людини у варіанті, близькому до шумерського міфу: боги змушені працювати і дуже незадоволені цим. Особливо тяжко видається богам Ігігам, які працюють на Аннунаків. Ігіги піднімають бунт, збирається рада богів, де вирішено звернутися до богині Мамі-Нінту і до Енкі, аби ті створили людей, щоб ті працювали на богів. Людина створюється з глини і з крові убитого бога. Та люди розмножилися і їхній шум заважає Енлілію, тож він схиляє богів вразити людство хворобами. Тут вперше у сюжеті з’являється Атрахасіс, який запитує в Енкі про причини покарання людей і про можливості уникнути цього покарання. За порадою Енкі він звертається до наймудріших старців з призивом умилостивити Намтара, бога долі. Зрештою, небезпека минає, але через «дванадцять сотень літ» люди знову розмножилися.
У другій таблиці описується нове лихо, яке було наслано на людей Енлілем – посуха і страшний голод. За порадою Енкі люди приносять жертви богу Ададу і знову рятуються від повної загибелі. Тоді боги і вирішують влаштувати всесвітній потоп, який описується у третій таблиці. Енкі наказує Атрахасісу збудувати велике судно. Потоп має тривати сім днів і сім ночей. Уривок про відплиття Атрахасіса зберігся погано, однак, імовірно, герой бере на корабель свою рідню, а також рослин і тварин. Наприкінці поеми боги самі лякаються потопу і зупиняють його, а також звертаються до Мамі-Нінту й Енкі, щоб знову відродити людство. Атрахасіс же, імовірно, отримав вічне життя.
Фрагмент про потоп в «Епосі про Гільгамеша» сюжетно і стилістично мало відрізняється, однак він більш емоційно насичений і є більш зрілим літературним твором.

#### Міфи про підземне царство

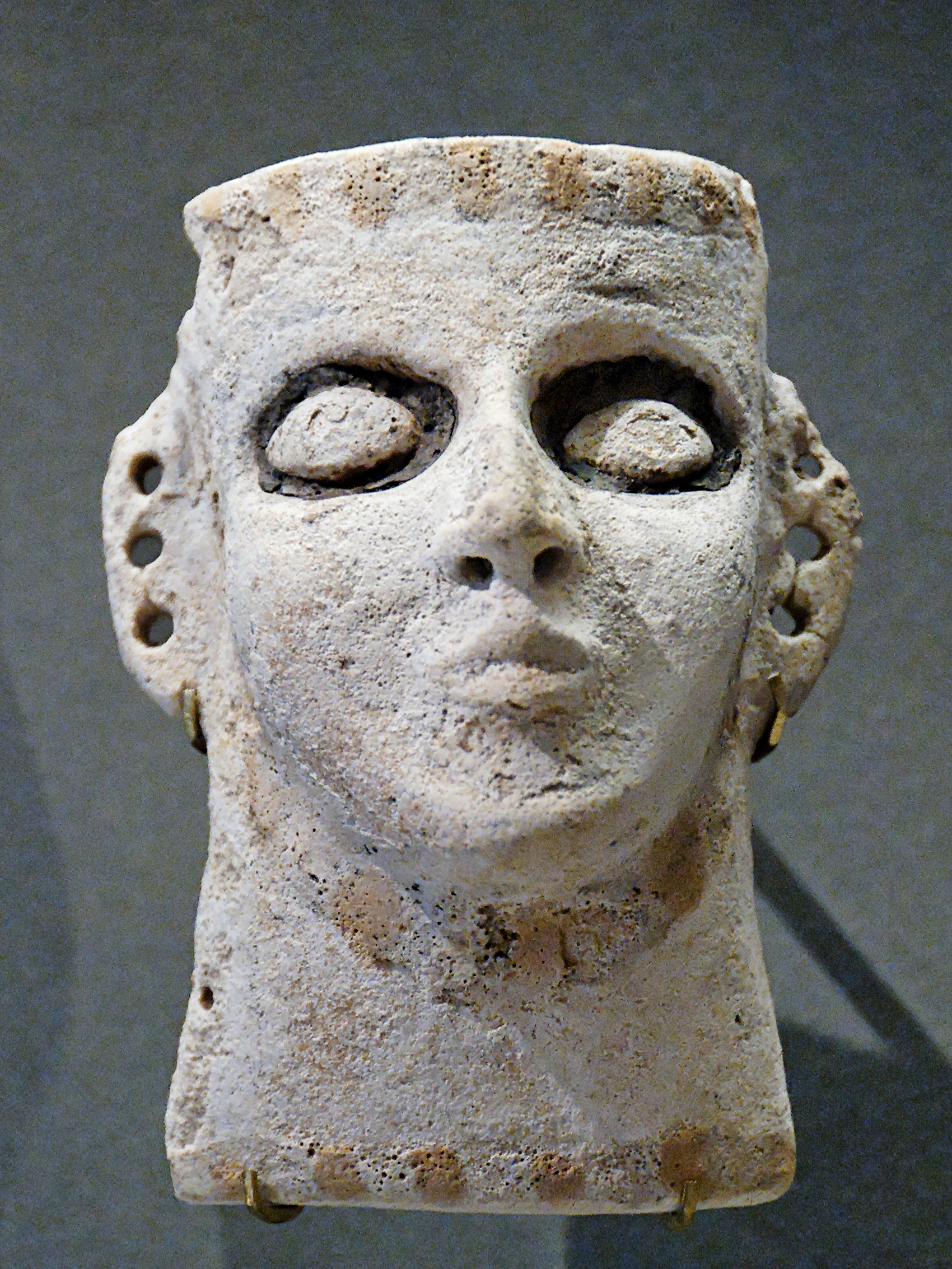
Жіноча маска

Існували у Вавилоні і міфи про сходження у підземне царство – про богів Нергала й Ерешкігаль, та про сходження богині Іштар.
«Нергал і Ерешкігаль» оповідає про те, як богиня Ерешкігаль (Алатта) вийшла заміж. Відомі дві версії поеми, більш коротка і більш довга. Одна з них була знайдена в Амарні і датується 16 століттям до н.е.
Основний зміст міфу зводиться до влаштованого богами бенкету, куди Ерешкігаль відправляє свого посла Намтара, аби він отримав її бенкетну долю. При його появі усі боги встають, окрім Нергала. Коли Ерешкігаль дізнається про те, що сталося, то вимагає відшукати винного і доправити його у підземне царство. Та коли Наргал опиняється перед троном Ерешкігаль, то хапає її за волосся і стягує з трону, погрожуючи смертю. Перелякана богиня просить про пощаду, пропонує себе як дружину і обіцяє владу над підземним царством. Нергал погоджується.
Незважаючи на те, що герої носять шумерські імена, цей міф невідомий у шумерському варіанті. В аккадській міфології Нергал – це покровитель міста Кути і бог підземного сонця, певною мірою дублює Шамаша.
Міф «Сходження Іштар у підземний світ» наглядно показує підхід вавилонських авторів до шумерських оригіналів. За змістом поема близька до шумерської версії, однак вона значно коротша: викинуто численні повтори, текст став більш стислим і лаконічним. Змінено фінал поеми, який видається незрозумілим, якщо тільки не розглядати його як скорочений запис якоїсь сценічної дії. Можливо, поема у цілому була містерією, яка розігрувалася двома партіями (кожен уривок можна розглядати як діалог двох партнерів, що переривається ремарками-коментарями хору), а заключна частина була пов’язана з масовою дією, до якої текст давав лише елементи (наприклад, вступ, початкові репліки партій). Характерно, що у цій поемі, на відміну від шумерської, прямо говориться і детально пояснюється, що Іштар – це богиня родючості, і коли вона спустилася під землю, то на землі припинилося народження людей і тварин.

#### Героїчні міфи
Збереглася велика кількість міфів про героїчні подвиги богів і героїв. Серед них міф про те, як бог Лугальбанда відібрав у птаха Анзу викрадені у Енліля таблиці доль («Анзу»), міф про боротьбу бога Тішпака з велетенським чудовиськом Лаббу – оживленим малюнком Енліля («Лаббу») тощо.
Мотив боротьби бога-героя з чудовиськом – тема, що більш характерна саме для вавилонської поезії, а не для шумерської. І вже вавилонське сказання про створення світу, сюжет якого підпорядкований опису подвигів верховного божества, а саме епічна розробка в ньому епізодів битви бога з чудовиськом, що втілює образ ворожої стихії, свідчить про еволюцію сказання-міфу у порівнянні з аналогічним жанром шумерської літератури. Тема героїчної боротьби бога, детальний опис не лише його дій, а й мотивів – це є специфічною ознакою аккадської літератури.
Ще більш очевидні зміни у сказаннях про смертних героїв. У шумерській літературі такі міфи переважали, а у вавилонській скоріше навпаки – кількість героїв-богів стала більшою, а про смертних дійшло значно менше оповідей. Нам, по суті, відомо лише чотири таких герої у вавилонській літературі: Гільгамеш, Адапа, Етана і Атрахасіс. Однак вавилонських героїв вже можна повною мірою назвати епічними й оповідь принаймні про одного з них, Гільгамеша, є повноцінним героїчним епосом.
«Легенда про Адапу», першу людину, була знайдена у фрагментарному вигляді у канцелярії єгипетського фараона Ехнатона і датується XIV століттям до н.е. Вона пояснює природу смерті. Адапа на риболовлі зламав крила південного вітру і за це був викликаний на суд до бога Ана на небеса. Еа порадив йому не їсти і не пити там нічого. Він послухався цієї поради і так відкинув їжу, яка могла зробити його самого і його нащадків безсмертними. Це широко поширений у світовому фольклорі мотив: втрата людиною безсмертя у результаті її ж помилки. Також, імовірно, цей твір є трансформацією більш давньої версії.
Нелогічність сказання і його композиції одразу кидаються в очі. Так, Адапа зустрічає на небі Думузі і Гішзіду, які названі у тексті «стражами небес». Однак Думузі і Гішзіда у шумерській міфології є богами підземного царства (хоча Думузі і проводить там лише півроку) і за ними носять траур, бо вони жителі «Країни без повернення». Також не зовсім зрозумілі мотиви Ану, який двічі змінює своє рішення стосовно долі Адапи.
Суперечність сюжету можна пояснити, якщо припустити, що в оригіналі сказання Адапа дійсно помирав чи мав померти. Бо як ще пояснити його поведінку на суді у бога? Він не їсть, не п’є, одягає чистий одяг і намащується єлеєм, тобто виконує передсмертний ритуал (можна порівняти з поведінкою Енкіду в шумерському сказанні «Енкіду і підземний світ»). Саме смертю Адапи може бути викликана і дивна поява богів Думузі і Гішзіди. Роль Ану у первісному варіанті сказання могла полягати у тому, що, умилостивлений Агапою, він змінює смертний вирок. Якщо це так, то редактор цього вавилонського тексту не лише змінює композицію сказання, а й змушує Ану знову позбавити героя безсмертя – мотив, що дуже популярний саме у вавилонській літературі.
«Поема про Етану», переказ про якого сходить ще до шумерського періоду, дійшла до нас у трьох редакціях – старовавилонській, середньоассирійській та новоассирійській. Однак усі три версії збереглися погано.
В одному уривку мова йде про правителя-пастиря міста Кіша – Етану, який вирушає на небо шукати «камінь родів». Це може бути пов’язано як з якимось суспільним лихом, так і з проблемами самого Етану (його безплідність або тяжкі роди дружини).
Інший уривок поеми містить історію орла та змії. Орел пропонує змії свою дружбу і тварини дають клятву вірності перед богом сонця Шамашем. Однак орел зраджує змію і пожирає її дітей. Змія звертається до бога з проханням про помсту, і той підказує, як їй помститися. Ця вставна історія могла бути і вкрапленою у текст сказання байкою, і самостійним міфом.
У третьому уривку знову з’являється Етана. Не зовсім зрозумілий зв’язок з історією про орла, але імовірно Шамаш доручає Етані врятувати напівмертвого орла. Етана лікує і годує птаха, після чого орел відносить його на небо. Вони опиняються перед престолом верховних богів і Етана повертається додому, отримавши бажане.
Якщо порівняти це вавилонське сказання з відомими у світовому фольклорі мотивами дружби орла і людини та польоту людини на орлу, то можна припустити, що це трансформована ритуальна оповідь про мандрівку шамана у потойбічний світ за допомогою духа-покровителя в образі тварини.

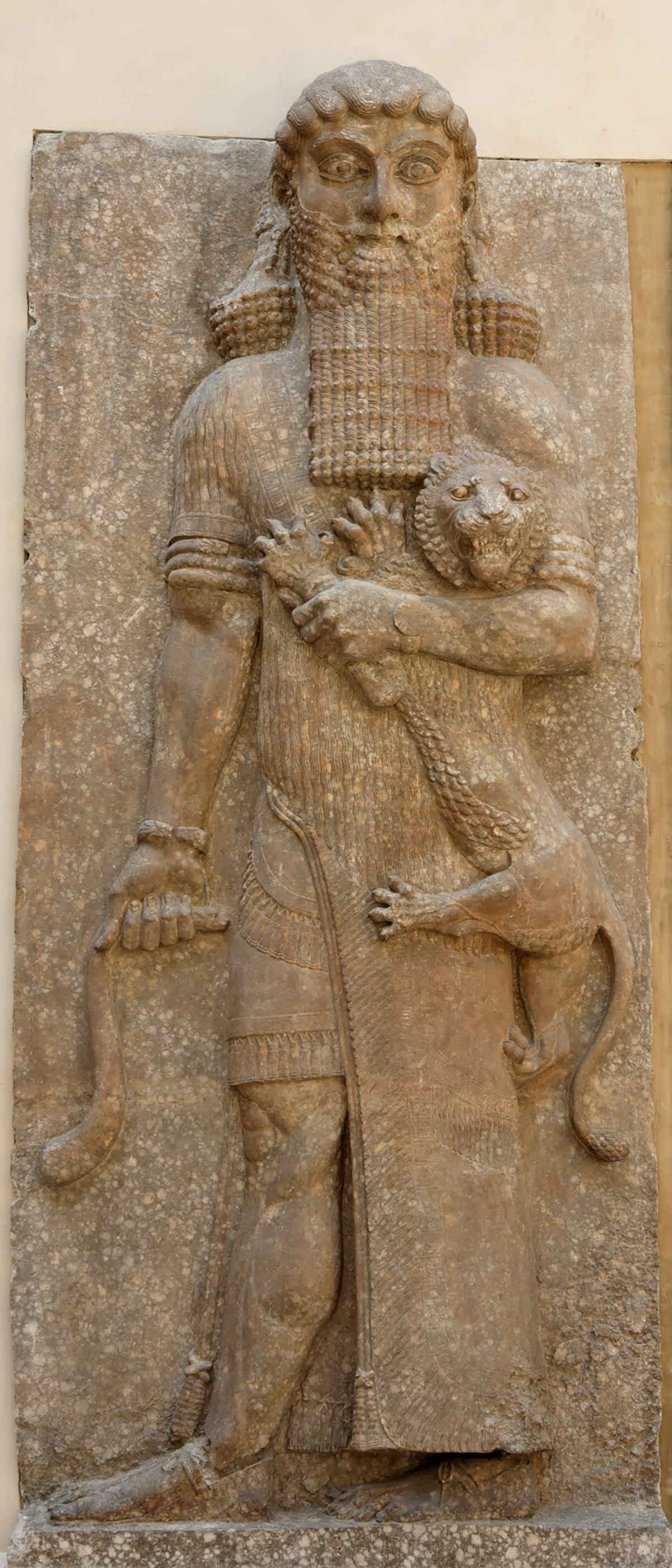
Герой з левом

Найвідомішим твором аккадської літератури є «Епос про Гільгамеша», що вперше з’являється аккадською мовою протягом старовавилонського періоду обсягом близько 1000 рядків. Серед аккадців цей твір був відомий як «Šūtur eli šarrī», тобто «Що перевершив усіх царів». Цими словами починалася оповідь, а аккадці, як і шумери, давали назви творам за початковими словами. Ця рання аккадська версія включала в себе 5 давніших шумерських історій про Гільгамеша. Численна кількість версій із середини до початку II-тисячоліття до н.е. засвідчує величезну популярність епосу.
Стандартна вавилонська версія називалася «Ša naqba īmeru», тобто «Той, що бачив глибини», і налічувала вже близько 3000 рядків на одинадцяти табличках, а також прозові міркування про людську долю на дванадцятій, що було буквальним перекладом шумерського твору «Гільгамеш і підземний світ». Ця версія збереглася у 73 копіях і приписувалася жерцю на ім’я Сін-лекі-уннінні (Sîn-lēqi-unninni). Імовірно, він дійсно був укладачем (перекладачем) цієї версії. Епос було поділено за астрономічним принципом, де кожен розділ містив одну із пригод Гільгамеша, царя Урука. Увесь твір має змішаний характер і, ймовірно, окремі історії були штучно прикріплені до головного героя.
Епос починається оповіддю при дикого чоловіка Енкіду, якого богиня Аруру створює на прохання богів, стурбованих скаргами жителів Урука та їхнього могутнього і лютого володаря Гільгамеша. Енкіду має протистояти Гільгамешу і перемогти того.
Енкіду живе у степу разом з газелями і козами, він не знає цивілізованого життя і не підозрює про своє призначення. Коли в Урук приходить вістка про могутнього дикуна, то Гільгамеш посилає туди блудницю, щоб вона його спокусила і привела у поселення. Так і відбувається.
Потім поема розповідає про зустріч Гільгамеша та Енкіду. Енкіду вступає у поєдинок з Гільгамешем на порозі спальні богині Ішхари, коли той іде здійснювати обряд священного шлюбу. Цікаво, що тут чужоземна хурритська богиня Ішхара замінює Іштар, можливо тому, що остання далі в поемі є ворожим персонажем. Жоден з героїв не може перемогти іншого і це робить їх друзями. Далі оповідується про подвиги, які вони здійснюють разом: вони б’ються з лютим Хумбабою, хранителем гірських кедрів, а потім з велетенським биком, насланим на Урук богинею Іштар. За волею богів, розгніваних убивством Хумбаби, Енкіду помирає, а Гільгамеш, вражений смертю друга, тікає в пустелю.
Він сповнений відчаю, сумує за другом і вперше усвідомлює, що і сам смертний. Він задумується над смертною долею усіх людей. Блукання приводять його на острів блаженних до Ут-Напішті, єдиної людини, яка отримала безсмертя. Гільгамеш хоче знати, як той отримав безсмертя. У відповідь Ут-Напішті розповідає історію про всесвітній потом, очевидцем якого він був і після якого отримав з рук богів вічне життя. Однак для Гільгамеша, як він каже, другий раз рада богів збиратися не буде. Однак дружина Ут-Напішті жаліє Гільгамеша і вмовляє чоловіка розкрити тому таємницю квітки вічної молодості. Гільгамеш з труднощами дістає цю квітку, але не встигає нею скористатися, її краде змія. Поема завершується тим, що Гільгамеш повертається в Урук.
Шумерські сказання про Гільгамеша не були єдиною оповіддю, тож аккадський епос найвірогідніше був витвором одного поета, який не лише поєднав різнорідні тексти, а й ретельно продумав та організував відомий йому матеріал, підпорядкував його певним цілям і задачам. Так твір набув глибокого філософського сенсу. Автор включив у текст не всі шумерські сказання про Гільгамеша. Зокрема не було включено пісню про Гільгамеша та Аггу, а частину пісні про Гільгамеша і дерево хулуппу було включено як епілог у дослівному перекладі. Натомість оповідь про потоп, яка і в шумерській, і в аккадській літературі складала окремий міф, була органічно вплетена в оповідь, щоб підкреслити недосяжність безсмертя – головної мети мандрів Гільгамеша.
Усі частини епосу таким чином виявилися поєднані єдиним авторським задумом. Крім того, була поставлена і розв’язана нова художня задача – показати героя не статично, як у шумерських піснях, а в розвитку, у певній трансформації образу. На наших очах відбувається становлення цього героїчного образу, причому здійснюється воно у повній відповідності із загальнолітературними нормами формування образу епічного героя.
Шумерський Гільгамеш підноситься над простими смертними тільки тому, що він нащадок божества і цар. Він виступає як герой, бо таке його призначення, і в цьому єдине пояснення його вчинків. Усіма своїми подвигами він зобов’язаний богам, своїм покровителям, або подарованими ними чарівними засобами. Цей образ ближчий до героїв чарівних казок, ніж до героїв епічних сказань.
Аккадський Гільгамеш представлений інакше. Можна виділити три основні етапи становлення його особистості. На початку поеми це лютий богатир, сповнений сили, яку йому нікуди дівати (схожа юність була і в інших казково-епічних героїв). Потім під впливом благородної дружби з Енкіду він здійснює похід проти Хумабаби, «щоб все зле знищити на світі». І, зрештою, останній етап – відчай після смерті друга, роздуми про сенс життя, заперечення «гедоністичного» погляду на нього, марна спроба отримати вічну юність, повернення в Урук і – прояв найвищої мужності – визнання власної поразки. Наприкінці перед нами герой, що пізнав життя і прагне прожити його достойно.
Показова і трансформація образу Енкіду. У вавилонському епосі Енкіду – названий брат, «двійник» і друг Гільгамеша, рівний йому за силою герой. А в шумерських сказаннях Енкіду – лише слуга Гільгамеша і майже безлика істота. Імовірно, Енкіду пройшов шлях від зооморфного божества-покровителя до помічника-слуги казкового героя, а потім до рівного йому. Якщо мотив допомоги і служіння герою характерний у першу чергу для чарівної казки, то мотив дружби і братства – це вже ознака класичного епосу (Сенасар і Багдасар, Амірані, Таріел і Автанділ, Ахілл і Патрокл тощо). Таким чином перетворення Енкіду з раба і незначного супутника Гільгамеша у шумерських сказаннях на рівного за силою героя в аккадській поемі – це та сама художня еволюція образа, яка була обумовлена епізацією всього твору.
При цьому образ Енкіду в аккадському епосі теж дається у розвитку. Спершу це дикун, що живе серед тварин, потім істота, яка пізнала любов жінки та спробувала хліб і вино (та ще не людина у повному сенсі слова, а дикун, що приєднався до цивілізації), і, зрештою, герой, сповнений благородних почуттів, що пізнав страждання і героїчно загинув.
Якщо порівнювати з шумерськими джерелами епізоди аккадського епосу, то можна побачити, що автор використовує перші як своєрідний конспект, на основі якого створює емоційну та образну оповідь. Так, у шумерській пісні про похід Гільгамеша за кедрами підготовка до походу викладена дуже коротко, немов автору не терпиться перейти до опису основних подій. А в аккадському епосі цьому присвячено кінець другої і вся третя частина поеми. Детальним і мальовничим описом зборів героїв автор добивається наростання емоційної напруги дії, а кульмінацією слугує пристрасне звернення матері Гільгамеша, богині Нінсун, до бога Шамаша, а потім до Енкіду з проханням допомогти синові й оберігати його.
Порівняння різних редакцій сказання про Гільгамеша підтверджує, що еволюція епосу відбувається за рахунок деталізованої розробки сюжету у попередніх тематичних рамках. Таким чином, епічна техніка розробки сюжету є найважливішою складовою формування класичного героїчного епосу.

### Лірика
Пам’яток, які можна віднести до ліричних жанрів, збереглося аккадською мовою значно більше, ніж шумерською. Утім, багато текстів є двомовними, і не завжди зрозуміло яка мова є оригіналом, оскільки для навчальних та ритуальних цілей гімни і замовляння часто перекладали з аккадської на шумерську. До аккадських ліричних жанрів, окрім світської поезії, також відносяться гімни і псалми. Часто до лірики зараховують і замовляння.

#### Гімни і псалми
Найбільше до нас дійшло гімнів, складених на честь богів, як шумерських (Ан, Енліль), так і вавилонських (Шамаш, Сін, Мардук, Іштар тощо). Усі ці гімни були складовою частиною богослужіння, а їхнє виконання супроводжувалося музикою. У них ретельно продумано кожен вираз, розроблена стійка система міфологічних епітетів. Багато цих текстів є справжніми художніми творами, для них характерна адекватна передача емоційного, схвильованого стану тих, хто молиться.
У деяких із гімнів можна зустріти зародки філософських роздумів. Так, в одному гімні до Іштар («Молюся тобі, владичице владичиць...») герой жаліється на незаслужене нещастя і запитує богиню, чому люди, значно менш достойні, не знають турбот.
Гімни були частиною офіційного богослужіння, а індивідуальну релігійну практику представляли псалми (молитви) і замовляння.
Людина, яку спіткало лихо, йшла в храм і читала там псалом, каючись у своїх переступах. Тексти псалмів дійшли до нас у великій кількості і серед них є справжні ліричні шедеври.

#### Любовна лірика
Про світську любовну лірику можна скласти уявлення по каталогу-списку любовних пісень, у якому збереглися назви (тобто перші рядки) понад 50 творів: «О, коханий, світає, прийди!», «Я не спала всю ніч, коханий, очікуючи на тебе», «Йди геть, сон, я обійму коханого!», «Твоя любов, пане мій, – пахощі кедра!», «Радій, Нанайя, у садах, де ти кохана» тощо. Спільність настроїв і мотивів цих назв зближують їх із «Піснею пісень». До нас дійшов повний текст щонайменше однієї з цих поезій – ліричної балади «До галантного пастуха».
Також до любовної лірики можна також віднести старовавилонський (перша третина 2 тисячоліття до н.е.) любовний діалог, що містить понад 50 рядків, і називається «Діалог закоханих» (або «Випробування коханої»). Він змальовує сварку двох закоханих, у котрій чоловік звинувачує, а жінка виправдовується. Завершується усе примиренням. Зі змісту пам’ятки не зовсім зрозуміло чи то герой просто випробовує вірність своєї коханої, чи то дійсно охоплений ревнощами. Утім, емоційна напруга поезії більше схиляє до другого варіанту.

### Провіщення, ворожіння та замовляння

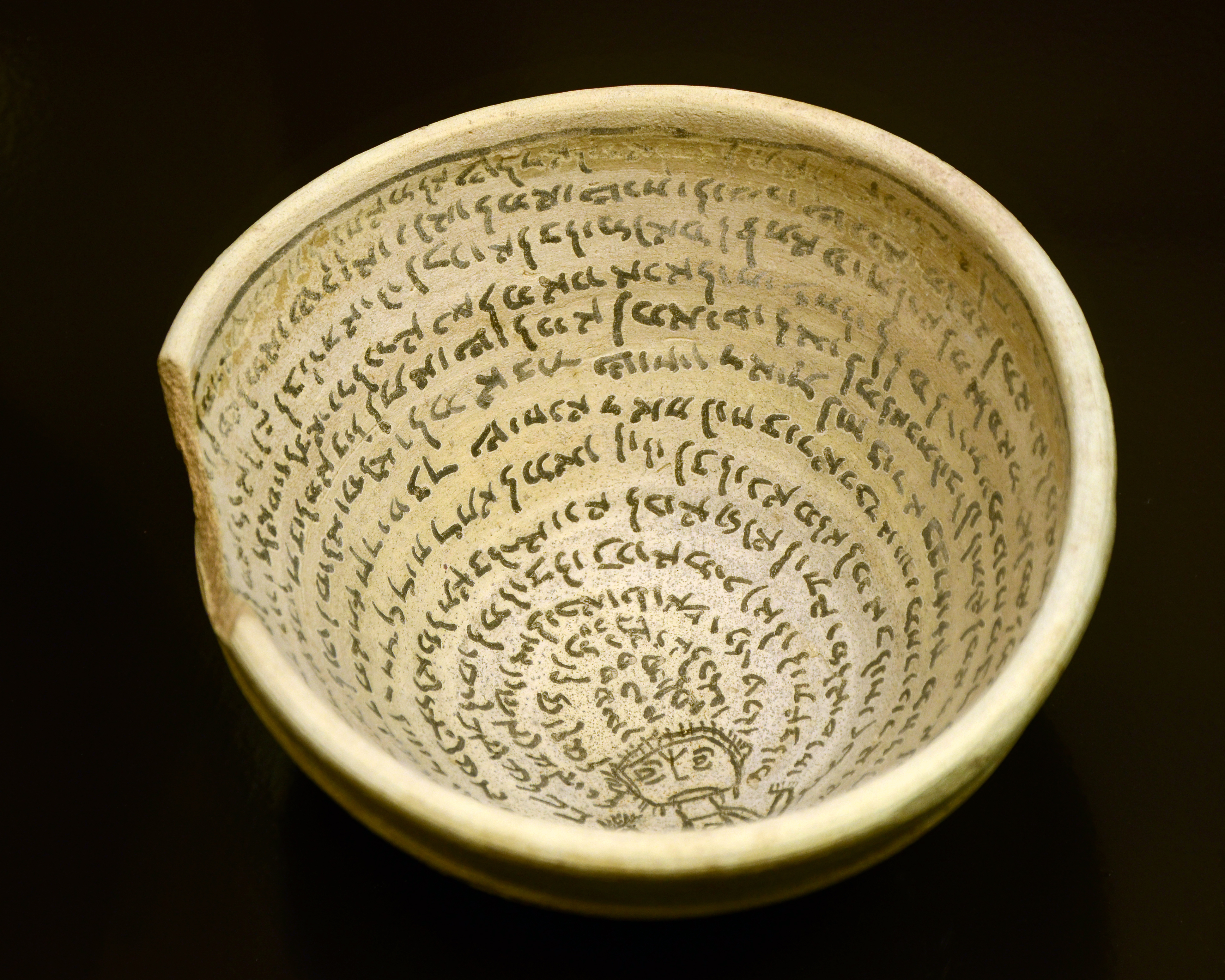
Вавилонське замовляння з арамейським текстом (5 ст. до н.е.)

Кількість провісницької літератури аккадською є однією зі своєрідних особливостей спадщини цієї мови. Згідно з А.Оппенгеймом, 30% усіх текстів аккадською належать до цього жанру. Зразки провіщень (пророцтв, прикмет) з’являються із найдавнішого періоду аккадської літератури, але досягають повноти свого розвитку на початку першого тисячоліття, коли формуються канонічні версії. Головними серед них є «Енума Ану Енліль» (Enuma Anu Enlil, астрологічні прикмети), «Шумма алу» (Šumma ālu, земні прикмети), «Шумма ізбу» (Šumma izbu, аномальні народження), «Аламдімму» (Alamdimmû, фізіономічні прикмети) та «Ішкар Закіку» (Iškar Zaqīqu, тлумачення снів). Також до цього жанру відносять «Симптоми» (Сакікку; Sakikkū; SA.GIG), посібник із діагнозу хвороб.
Практика екстіспіції (гаруспіції), тобто ворожіння на нутрощах тварин, протягом тисячоліття переросла у Вавилоні у цілу науку, а пов’язані тексти були зібрані у монументальний посібник, «Баруту» (Bārûtu), що складався з понад сотні таблиць і був розділений на десять розділів. Ворожіння поширювалося і на інші сфери, зокрема існували ворожіння на димові від кадіння (лібаномансія), або на траєкторії польоту птахів.
Замовляння складали дуже важливу частину цієї літературної спадщини. Існувало багато їхніх видів: «Маклу» (Maqlû, «палаючі»), спрямовані проти чаклунства; «Шурпу» (Šurpu, «спалювальні»), спрямовані проти проклять; «Намбурбі» (Namburbi), аби убезпечитися від несприятливих прикмет; «Утукку Лемнуту» (Utukkū Lemnūtu), двомовні, спрямовані на вигнання «злих демонів»; «Біт рімкі» (Bīt rimki, «банні»), для церемонії очищення та зміни; «Шазіга» (Šà.zi.ga), світські, для спонукання закоханості чи підвищення потенції; «Зу-буру-даббеда» (Zu-buru-dabbeda), спрямованні на звільнення від польових шкідників.
Хоча більшість замовлянь не мають особливої літературної цінності, однак серед них трапляються цілком художні твори чи фрагменти. Так, у замовлянні проти зубного болю зустрічається поетичний уривок, в якому оповідується про створення світу і всіх живих істот, зокрема і «зубного черв’яка», який приносить біль. У замовляння проти дитячого плачу включена колискова, а в замовляння для породілей – оповідь про любов тільця Сіна (бога місяця) до телиці.

### Історичний епос, хроніки і аннали

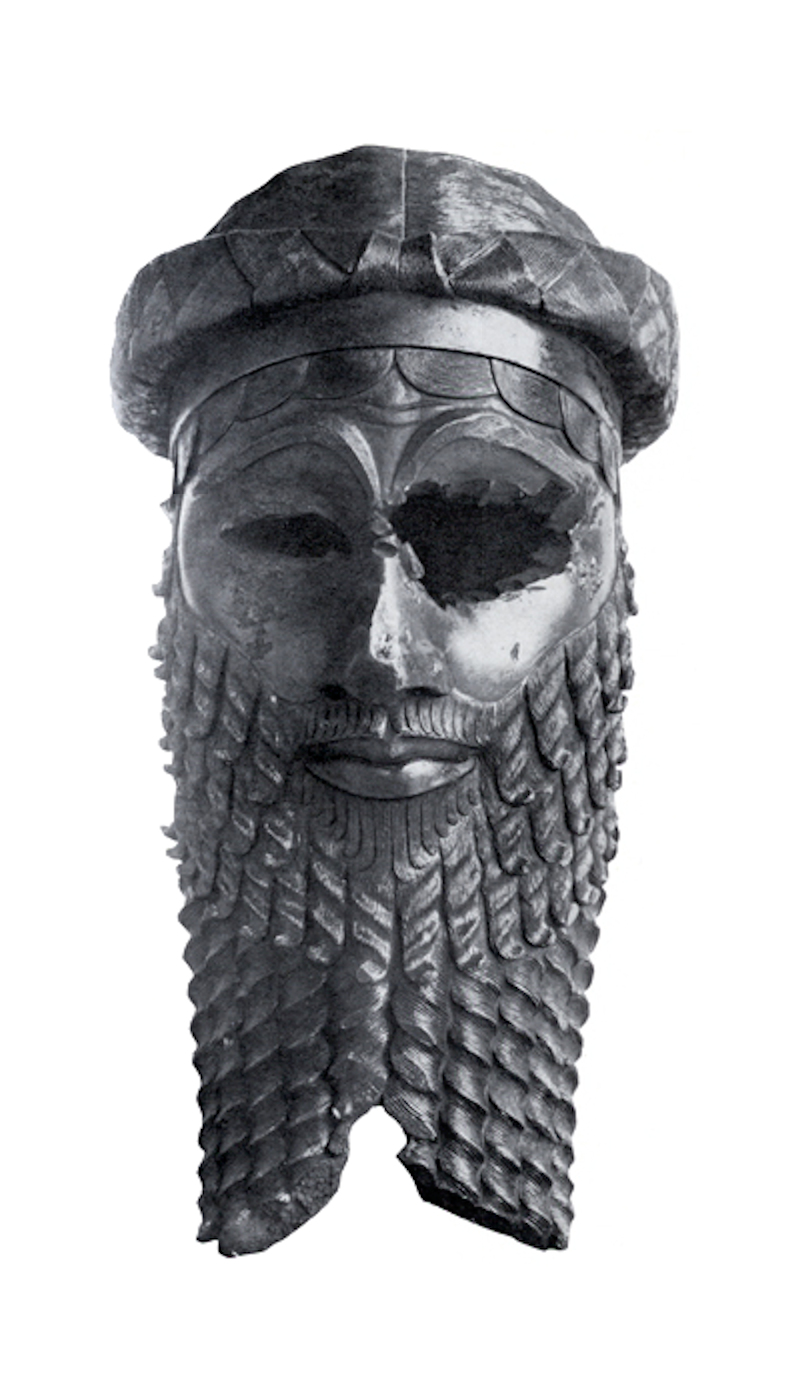
Саргон Аккадський

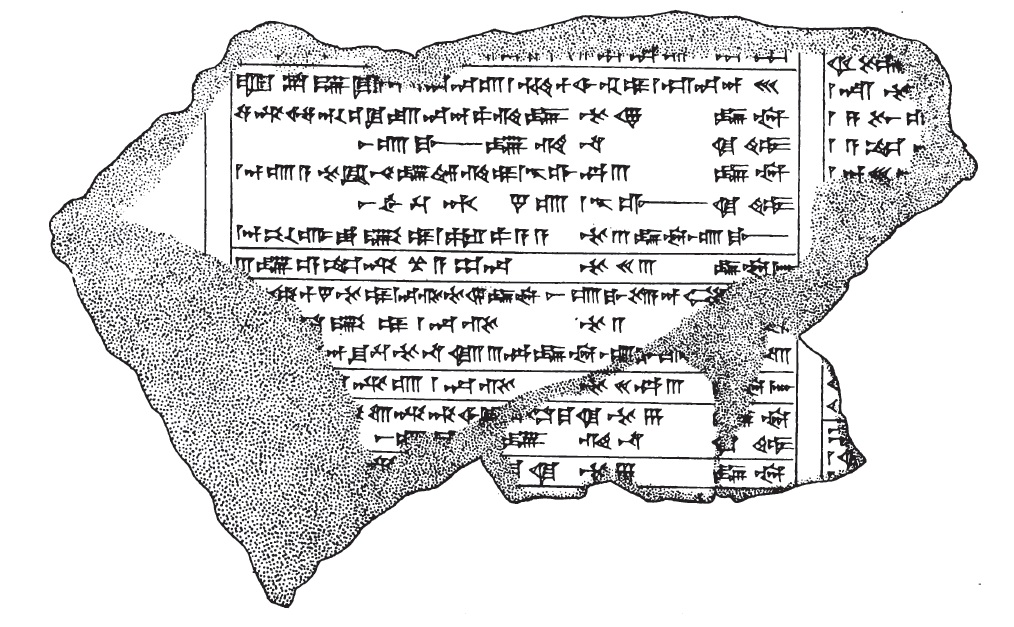
Династична хроніка

#### Аннали

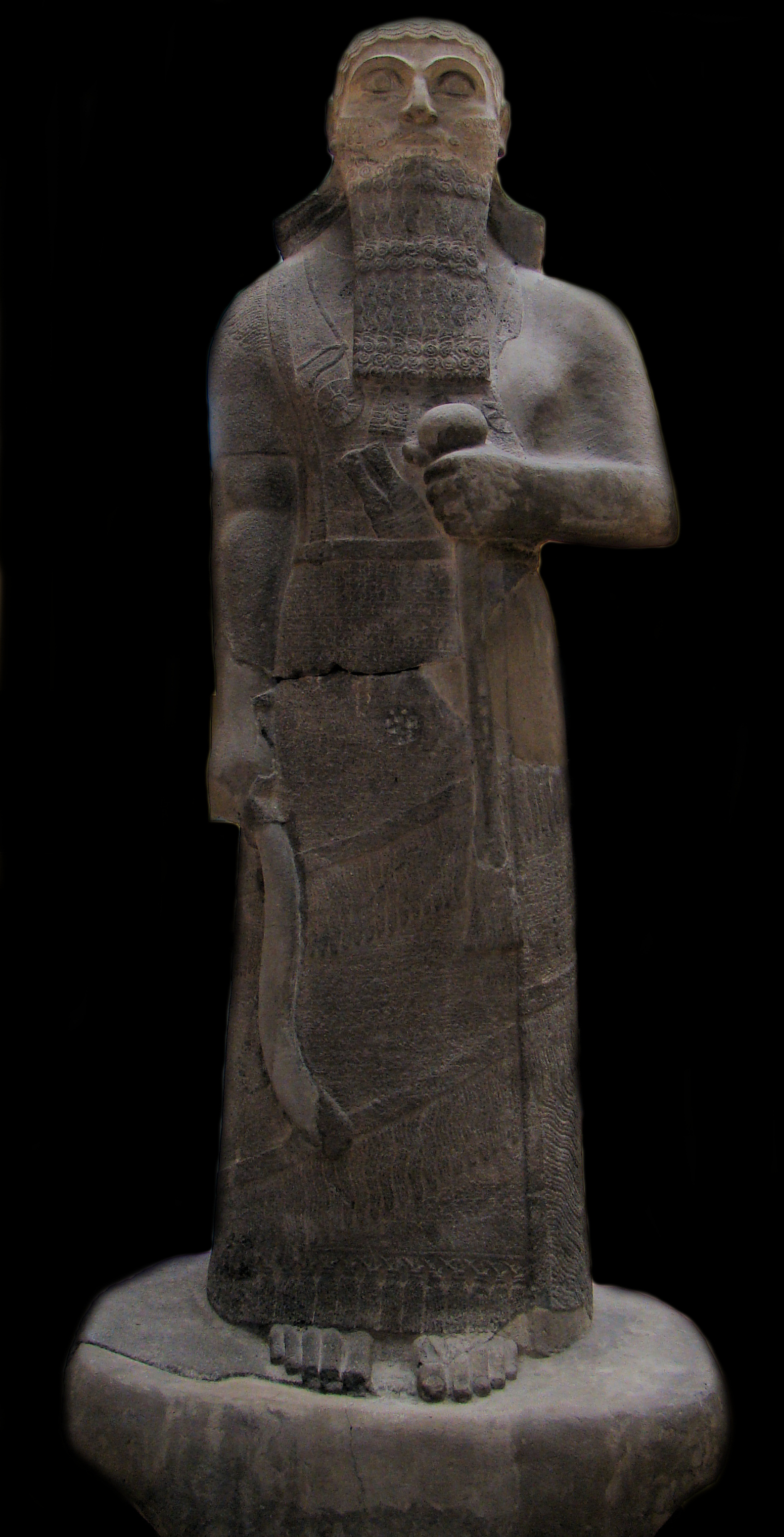
Цар Шалманесер II (858-824 до н.е.)

### Право

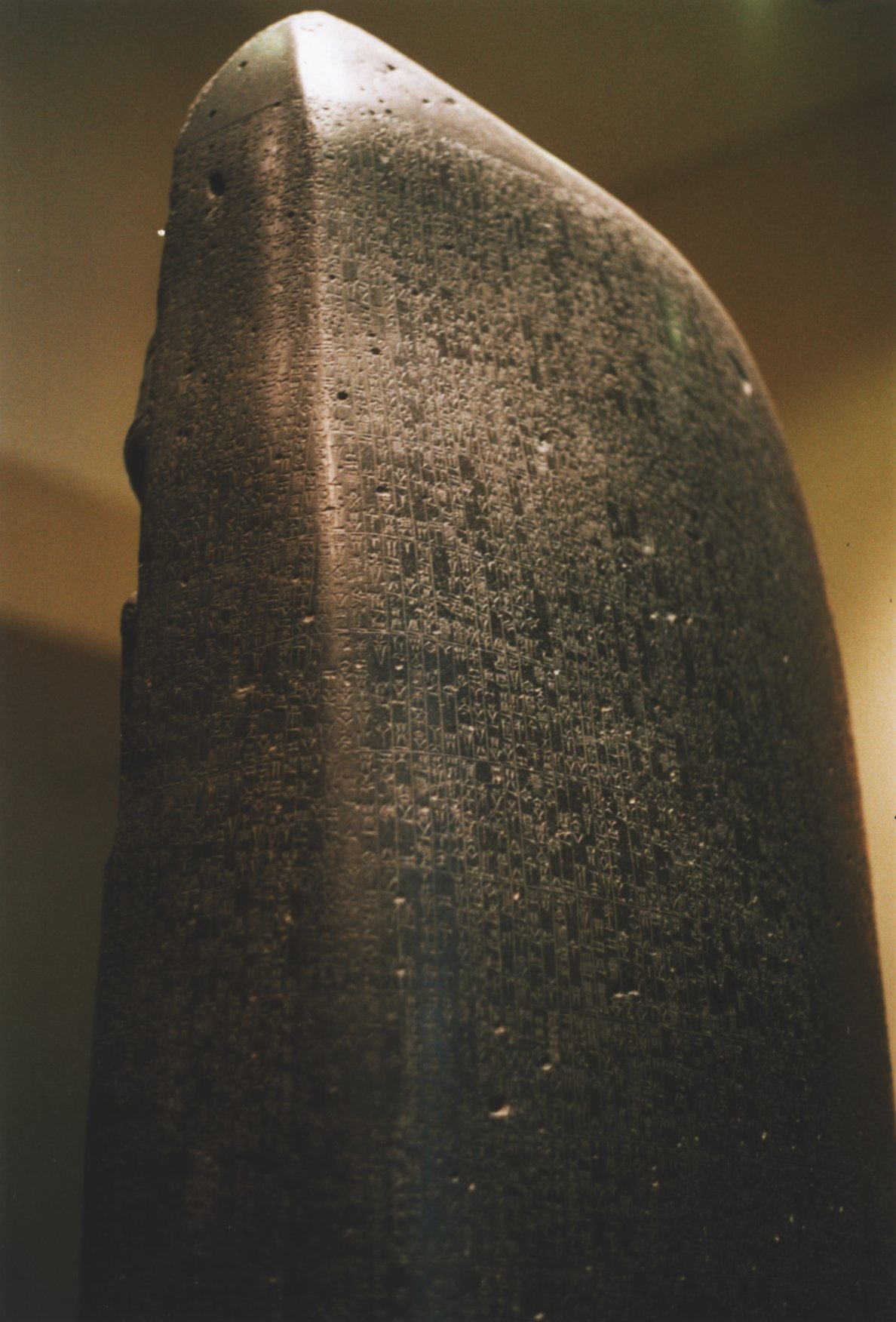
Закони Хаммурапі